# Cessna C-165 Airmaster
El Cessna 165, también llamado Cessna Airmaster, es un avión monomotor fabricado por Cessna. El Airmaster jugó un importante papel en la revitalización de la compañía en los años 30 tras la caída de la industria de la aviación a causa de la Gran Depresión.

## Desarrollo
A mediados de la década de los 30, cuando la Gran Depresión tocaba a su fin, la economía estadounidense comenzó a fortalecerse. Esto llevó a Cessna, de la mano de Dwane Wallace (ingeniero aeronáutico novato sobrino del fundador de la compañía), a retomar la construcción de aviones y a él se le atribuye el diseño del primer Airmaster, que voló por primera vez en 1935.

## Diseño
El diseño de este aparato incorpora características ya probadas en modelos anteriores de Cessna. Esto incluyen el ala alta cantilever y el diseño estrecho de las ventanas de cabina. Las alas y superficies de cola fueron construidas íntegramente de madera, mientras que el fuselaje consistía en una estructura tubular de acero recubierta con chapa de madera.

### Modelos relacionados
El Airmaster original era el resultado de modelos anteriores tales como el C-34, el C-37 y el C-38. La actualización al C-37 incluyó flaps montados en las alas. En el C-38, se añadió un flap en el vientre del avión para ganar resistencia cuando fuese necesario. Cambios comunes al C-37 y al C-38 incluyen mayores fuselajes y trenes de aterrizaje, junto con motores como el Warner Super Scarab de 108 kW (145 hp). Las versiones finales derivadas de los aviones modelo C-34/37/38 fueron el C-145, C-165 y C-165D. En estos modelos se eliminaron los flaps del vientre del fuselaje añadidos en el C-38 y la longitud total se incrementó. La única diferencia entre estos tres modelos estribaba en las diferentes potencias de sus motores Warner Super Scarab de 145, 165 y 175 hp.

### Fin de la producción
Coincidiendo con el inicio de la Segunda Guerra Mundial, Cessna cesó la producción del Airmaster. El fuselaje tubular soldado, los revestimientos de tela, la carpintería necesaria y los motores radiales, todo ello muy característico de la aviación de los años 30, los habían vuelto demasiado caros y lentos de producir. Los aviones fabricados a la antigua pronto fueron reemplazados por aparatos de aluminio, siendo pionero el Cessna 120.

## Variantes
C-34
Avión ligero de cabina de cuatro asientos, propulsado por un motor radial Warner Super Scarab de 108 kW (145 hp), 42 construidos.
C-37
Cabina ensanchada 12,7 cm. Fue equipado con un tren de aterrizaje mejorado y flaps operados eléctricamente, 46 construidos.
C-38
Equipado con tren de aterrizaje ancho de patas curvas, más una cola vertical más alta y flap de aterrizaje bajo el fuselaje, 16 construidos.
C-39
Designación original del Cessna C-145.
C-145
Propulsado por un motor radial Warner Super Scarab de 108 kWp (145 h).
C-165
Propulsado por un motor radial Warner Super Scarab de 123 kW (165 hp).
C-165D
Propulsado por un motor radial Warner Super Scarab de 130 kW (175 hp).
UC-77B
Dos Cessna C-34 fueron requisados para servir con las USAAF durante la Segunda Guerra Mundial.
UC-77C
Un Cessna C-37 fue requisado para servir con las USAAF en 1942.
UC-94
Tres Cessna C-165 fueron requisados para servir con las USAAF en 1942.

## Operadores militares
Australia
- Real Fuerza Aérea Australiana[3]

 Estados Unidos
- Fuerzas Aéreas del Ejército de los Estados Unidos

 Finlandia
- Fuerza Aérea Finlandesa

## Supervivientes (en los Estados Unidos)
A 31 de diciembre de 2006, la base de datos de la FAA registraba 69 unidades (entre paréntesis los totales parciales) de los modelos C-165 (30), C-145 (10), C-34 (8), C-37 (14) y C-38 (7). En todos ellos figuraban como plantas motrices el Warner SS-165 o los SS-40 y 50 (excepto uno que montaba el SS-185). El año de fabricación oscila entre 1934 y 1941, y los números de serie del 254 al 588. No se sabe cuántos de ellos aún existen, ni cuántos de éstos aún están en condiciones de volar.

## Especificaciones

### Características generales
- Tripulación: Uno (piloto)
- Capacidad: Tres pasajeros
- Longitud: 7,5 m (24,7 ft)
- Envergadura: 10,4 m (34,2 ft)
- Altura: 2,4 m (7,7 ft)
- Peso vacío: 626 kg (1379,7 lb)
- Peso cargado: 1066 kg (2349,5 lb)
- Planta motriz: 1× motor radial de 7 cilindros refrigerado por aire Warner Super Scarab.
  - Potencia: 108 kW (149 HP; 147 CV)

### Rendimiento
- Velocidad máxima operativa (Vno): 261 km/h (162 MPH; 141 kt)
- Velocidad crucero (Vc): 243 km/h (151 MPH; 131 kt)
- Alcance: Entre 845 y 1263 km (según configuración)
- Techo de vuelo: 4300 m (14 108 ft)
- Régimen de ascenso: 5,1 m/s (1000 ft/min)

## Aeronaves relacionadas

### Secuencias de designación
- Secuencia Alfanumérica (interna de Cessna): ← EC-1 - EC-2 - DC-6 - C-34 - C-37 - C-38 - C-145 - C-165
- Secuencia C-_ (Aviones de Carga del USAAC/USAAF/USAF, 1924-1962): ← C-74 - C-75 - C-76 - C-77/B-D - C-78 - C-79 - C-80 --- C-91 - C-92 - C-93 - C-94 - C-95 - C-96 - C-97/KC-97 →